# Влатко Паскачич
Влатко Паскачич — сербский феодал XIV века, севастократор при короле Стефане Уроше (1355—1371). Владел областью Слависте вокруг города Крива-Паланка в современной Республики Македония.

## Биография
Сын сербского кнеза Паскача и Озры.
Он управлял жупой Слависте, в состав которой входил Вране в Сербии и Крива-Паланка в Македонии. Он и его отец основали православный монастырь в Псаче (на территории нынешней Республики Македония).
После смерти деспота Деяна Драгаша Влатко Паскачич, пользовавшийся поддержкой Вукашина и Углеши Мрнявчевичей, стал правителем его княжества и опекуном его малолетних сыновей Йована и Константина.
Король Сербии Стефан Урош V (1355—1371) пожаловал Влатко Паскачичу титул севастократора, а его сыну Углешу — цезаря.
Скончался в период между 1365 и 1371 годом.
От брака с Владиславом у него было трое сыновей:
- Стефан Влаткович
- Урош Влаткович
- Углеша Влаткович